# Cassa sacra
La Cassa sacra (o più precisamente Giunta di Cassa Sacra) è un organo governativo istituito nella provincia di Calabria Ulteriore con dispaccio del 4 giugno 1784 dal re di Napoli Ferdinando IV in seguito al disastroso terremoto del 5 febbraio 1783.

## Storia
La sede della Giunta fu Catanzaro, in quanto già in quel periodo la città rivestiva il ruolo di Capoluogo della Calabria Ulteriore o Ultra prima che questa, il 1º maggio 1816, venisse sdoppiata con la nascita della Calabria Ulteriore I e II.
Lo scopo di questo organo era di amministrare i beni ecclesiastici espropriati, da investire nella ricostruzione. In particolare furono aboliti i monasteri e i luoghi pii della provincia. La giunta fu anche investita degli affari contenziosi in primo esame.
Il 27 novembre fu creata a Napoli una giunta detta di corrispondenza, presieduta dal conte Francesco Pignatelli, col compito di gestire i rapporti tra la Cassa sacra e la capitale del Regno e gestire le eventuali controversie.
Francesco Pignatelli spostò la sua sede a Monteleone di Calabria (odierna Vibo Valentia) che divenne il suo quartier generale (Il Monitore napoletano, 1799, pag. 155) e dove si stabilì con l'esercito fino al 1787.
Entrambe le giunte furono abolite il 30 gennaio 1796.
Il provvedimento ha un risvolto politico, perché si inquadra in una serie di interventi attuati dai regnanti borboni per limitare i privilegi ecclesiastici e feudali.
Con il termine Cassa sacra si intende generalmente anche il fondo archivistico corrispondente ai documenti della giunta di Cassa Sacra, utile agli studiosi del XIX secolo in Calabria. I documenti sono conservati presso l'Archivio di Stato di Catanzaro.